# La casa in riva al mare
La casa in riva al mare è una canzone di Lucio Dalla pubblicata nel 1971.

## Testo e significato
(Lucio Dalla - La casa in riva al mare)
Il tema è quello di un amore desiderato ma immaginario. Il protagonista è un detenuto rinchiuso in un carcere vicino al mare, probabilmente su di un'isola. Da qui, oltre al mare, vede una casa bianca. Da quella casa ogni giorno si affaccia una donna, a cui dà nome Maria. Con la mente fantastica fino ad immaginare, una volta scontata la pena, di sposarla  e di vivere felici insieme. E intanto gli anni passano, lui diventa vecchio, e alla fine muore, ripetendo: «Vengo da te Marì...».
L'introduzione musicale con la chitarra ricorda Bookends di Simon & Garfunkel.